# Ältitshokka
Ältitshokka är en kulle i Finland. Den ligger i Utsjoki kommun i landskapet Lappland, i den norra delen av landet, 1 000 km norr om huvudstaden Helsingfors. Toppen på Ältitshokka är 461 meter över havet, eller 142 meter över den omgivande terrängen. Bredden vid basen är 3,8 km. Ältitshokka ingår i Paistunturit.
Terrängen runt Ältitshokka är huvudsakligen platt, men västerut är den kuperad.  Trakten runt Ältitshokka är nära nog obefolkad, med mindre än två invånare per kvadratkilometer. Det finns inga samhällen i närheten. Omgivningarna runt Ältitshokka är i huvudsak ett öppet busklandskap.